# Pays baltes

Définition ethnologique et historique : Carte des peuples baltes vers 1200.

Définition géopolitique des pays baltes : Estonie au nord, Lettonie au centre et Lituanie au sud

Ne doit pas être confondu avec Pays-Bas.
Les pays baltes  (anciennement provinces baltes) sont des territoires situés à l'est de la mer Baltique, dans le nord-est de l'Europe. La délimitation de cette zone est variable selon le domaine dans lequel elle est employée.
L'expression moderne « pays baltes » (ou « États baltes »), utilisée en géographie et géopolitique, dans les médias et par la plupart des institutions politiques européennes, inclut trois États souverains voisins que sont la république de Lituanie, la république de Lettonie et la république d'Estonie.
En ethnologie, et linguistique, l'adjectif « balte » désigne plus particulièrement les territoires de langue et culture baltes correspondant actuellement aux deux États souverains que sont la Lettonie et la Lituanie. Les anciennes zones historiquement habitées par les peuples baltes étaient plus vastes et incluent la Vieille-Prusse au Sud (ancienne Prusse orientale actuellement située sur le territoire de la Pologne et de la Russie) ou le nord de la Biélorussie actuelle.
Pays de culture indigène nordique fennique possédant un folklore, une origine et langue semblables à celles de la Finlande,, l'Estonie est cependant rattachée aux pays baltes en raison de nombreuses similitudes avec ces derniers sur différents sujets tels que la démographie, la densité de population, les influences étrangères au cours de l'histoire (notamment allemandes, scandinaves et russes), la construction de son état, la politique économique ou encore la vie culturelle contemporaine.

## Expression «pays baltes»
L'expression « pays baltes » est relativement récente et s'est diffusée en Europe à partir des années 1920. Au XIXe siècle, le terme de « provinces baltiques » ou « baltes » commence à s'imposer dans les langues allemande et russe pour désigner les gouvernements d'Estonie (à cette époque seulement l'Estonie du Nord), de Livonie (regroupant Riga, le territoire letton au nord de la Daugava et l'Estonie du Sud avec Tartu, Viljandi et Pärnu) et la Courlande (soit le Sud de la Lettonie actuelle). En effet, comme pour la Finlande ou pour la Pologne, le régime de ces provinces est différent du reste de l'Empire russe : l'héritage germanique laissait aux allemands de ces trois provinces un statut politique et juridique privilégié et une identité commune face à la russification mise en œuvre ailleurs. Le terme de « langues baltes » date aussi du XIXe siècle, à la suite de travaux de nombreux linguistes, notamment allemands, ayant mis en valeur et proposé la création de ce groupe linguistique.
L'effondrement de l'Empire russe en février 1917 signe la fin de la domination germano-balte, déjà mise à mal par le déclenchement de la Première Guerre mondiale (les autorités impériales soupçonnant alors les Germano-Baltes de sympathies pour l'Empire allemand). Les déclarations d'indépendance à partir de 1918 des trois républiques (Estonie, Lettonie, Lituanie) aboutissent à rendre obsolète l’expression « provinces baltes ».
L'expression « pays baltes » devient populaire dans les années 1920 dans l'opinion et la littérature françaises. La coopération nouée entre les nouvelles élites de ces États (projet d'Entente baltique) et avec l'Occident, l'idée d'une communauté d'intérêts liée à leur situation sur la mer Baltique orientale face à l'URSS, aboutit ainsi à un changement de la perception occidentale. Les médias francophones et anglophones voient de moins en moins cet espace comme une partie indissociable de l'ensemble russe, et de plus en plus comme un espace maritime, proche du monde scandinave et s'affirmant comme un pôle de stabilité européen.
Depuis le début des années 1920, la Finlande, indépendante de l'Empire russe est parfois incluse dans cet ensemble, mais du fait de sa proximité historique avec la Suède, est plus facilement considérée comme un pays nordique. Pourtant l'Estonie, qui connaît le même destin, est moins perçue par les pays de l'Ouest comme un pays nordique, et ce, malgré les très nombreuses similarités de langue et de culture avec la Finlande.
Plus continentale, plus proche de la Pologne, catholique (alors que les deux autres pays baltes sont, comme les pays scandinaves et comme la Finlande, luthériens), la Lituanie, dont le littoral sur la Baltique est plus limité, se trouve rarement qualifiée, à l'origine, de « pays balte », bien que sa langue soit effectivement balte.
L'expression se stabilise en englobant les trois pays avec la signature en 1934 du traité de l'Entente baltique qui accrédite encore plus l'idée d'un espace géographique bien particulier à défendre, qui veut protéger son identité et son autonomie face aux totalitarismes soviétique et hitlérien en affirmant haut et fort son appartenance au monde occidental et au système international de Genève (représenté par la Société des Nations).
Le Pacte germano-soviétique de 1939, les annexions de 1940, et l'occupation soviétique, puis nazie, et à nouveau soviétique pendant et après la Seconde Guerre mondiale, consolident paradoxalement l'expression, tant la situation des trois nations est similaire. Le régime soviétique reprend l'expression en parlant des « républiques baltes soviétiques », mais en y incluant souvent dans ses découpages administratifs la Biélorussie et l'oblast de Léningrad.
Si le retour à l'indépendance et la coopération entre les trois peuples en 1989-1991 renforcent la popularité de l'expression, cette dernière aboutit souvent dans de larges parties de l'opinion occidentale à confondre les trois États. À l'inverse, l'affirmation de nouvelles identités nationales et de nouvelles stratégies politiques aboutit à la volonté de plus en plus importante de chacune des trois nations d'affirmer son identité propre. Toutes remettent en cause une expression jugée déformante et pouvant conduire à une mise à l'écart du reste du continent européen dont chacune se voulait être un membre à part entière. Ainsi l'Estonie cherche à mettre en valeur sa qualité de nation nordique au détriment de l'espace baltique. La Lituanie mène de son côté une politique active de rapprochement avec la Pologne. L'appartenance à l'Union européenne, à l'OTAN et aux organisations nordiques aboutissent à la mise en valeur de périmètres géographiques plus larges.
De nos jours, l'expression d'« Europe baltique » commence à émerger et à être plus fréquemment utilisée pour ancrer à la fois les trois pays dans le cadre européen tout en continuant à mettre en valeur les particularités historiques, culturelles et géopolitiques de cet espace.

## Géographie
Les pays baltes s'étendent sur 175 228 km2 (soit environ le double du Portugal continental), avec une population de 6 132 500 habitants (2024). Bordés par la mer Baltique à l'ouest et au nord, ils partagent leurs frontières avec la Russie, la Biélorussie et la Pologne. L'oblast de Kaliningrad, l'ancienne Königsberg allemande, enclavé entre la Lituanie et la Pologne, appartient à la Russie.
Le relief de cette région est relativement peu accidenté, ponctué de nombreux lacs et étangs, notamment au nord, et de collines en Lituanie.

## Environnement
La mer Baltique est victime de pollution marine, d'eutrophisation et de zones mortes, ainsi que de séquelles de guerre (munitions immergées notamment), mais les pays baltes ont conservé un taux de naturalité et une biodiversité plus élevée que dans beaucoup de zones de l'Europe de l'Ouest et du Sud-Ouest. Les pays baltes pourraient donc avoir une très grande importance dans le futur réseau écologique paneuropéen promu par l'UICN et le Conseil de l'Europe. Helcom est une commission internationale qui est l'équivalent d'OSPAR et qui contribue à la connaissance et à la protection de l'environnement de la mer Baltique.

## Histoire
Après la longue période de liberté balte allant de la protohistoire au XIIe siècle, les trois pays ont connu deux histoires différentes :
- l'Estonie et la Lettonie ont connu de longues périodes de domination étrangère (ordre Teutonique, Danemark, Suède, Pologne, Russie, URSS) et n'ont connu leur première indépendance qu'en 1918 ;
- la Lituanie en revanche a pu résister à ces ambitions impériales jusqu'au XVIIIe siècle et a hérité de la longue histoire du grand-duché de Lituanie et de la république des Deux Nations qui, au Moyen Âge et pendant la Renaissance, s'étendait de la Baltique à la mer Noire.

### Préhistoire

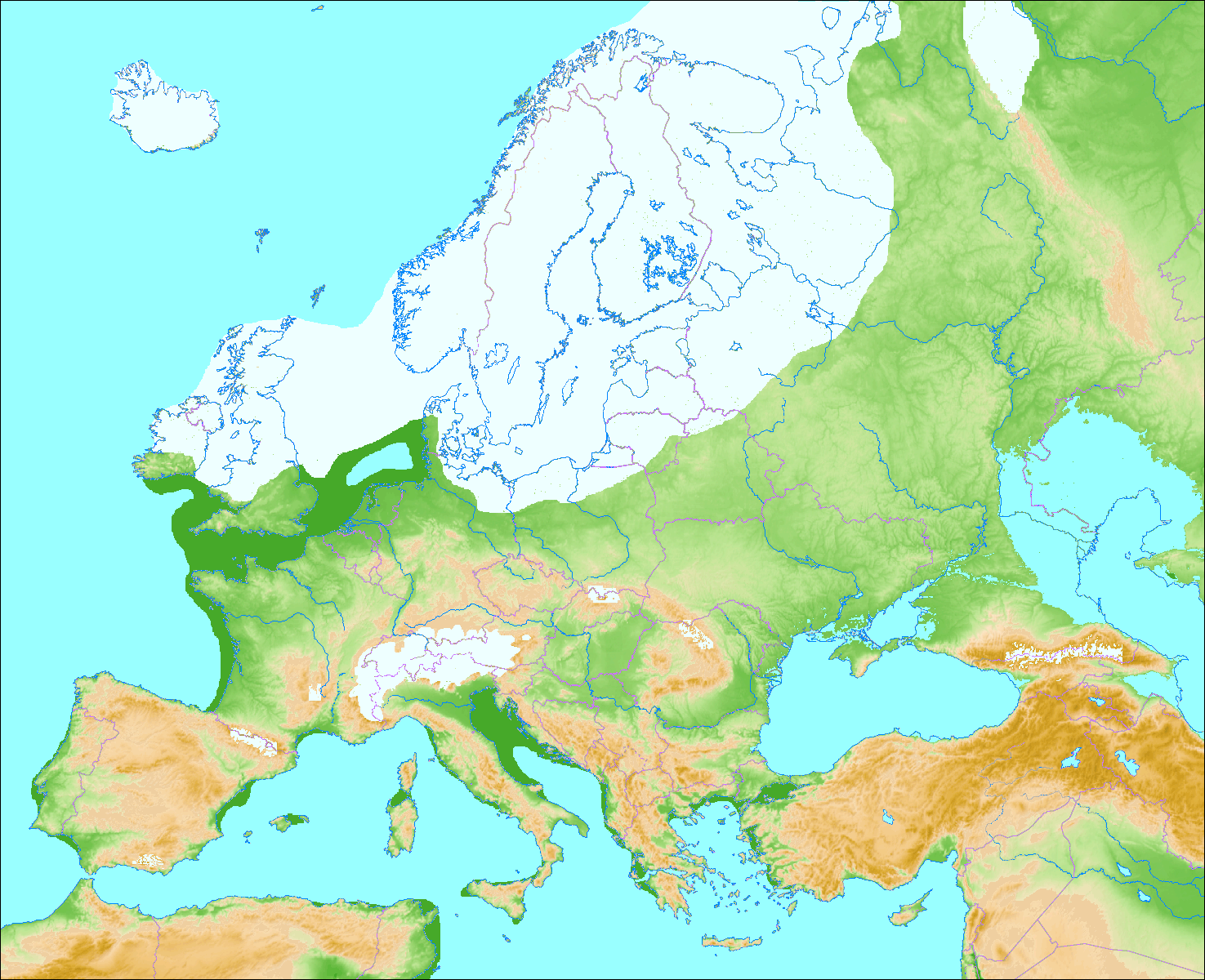
Glaciation de Würm (115 000-12 000 AP)
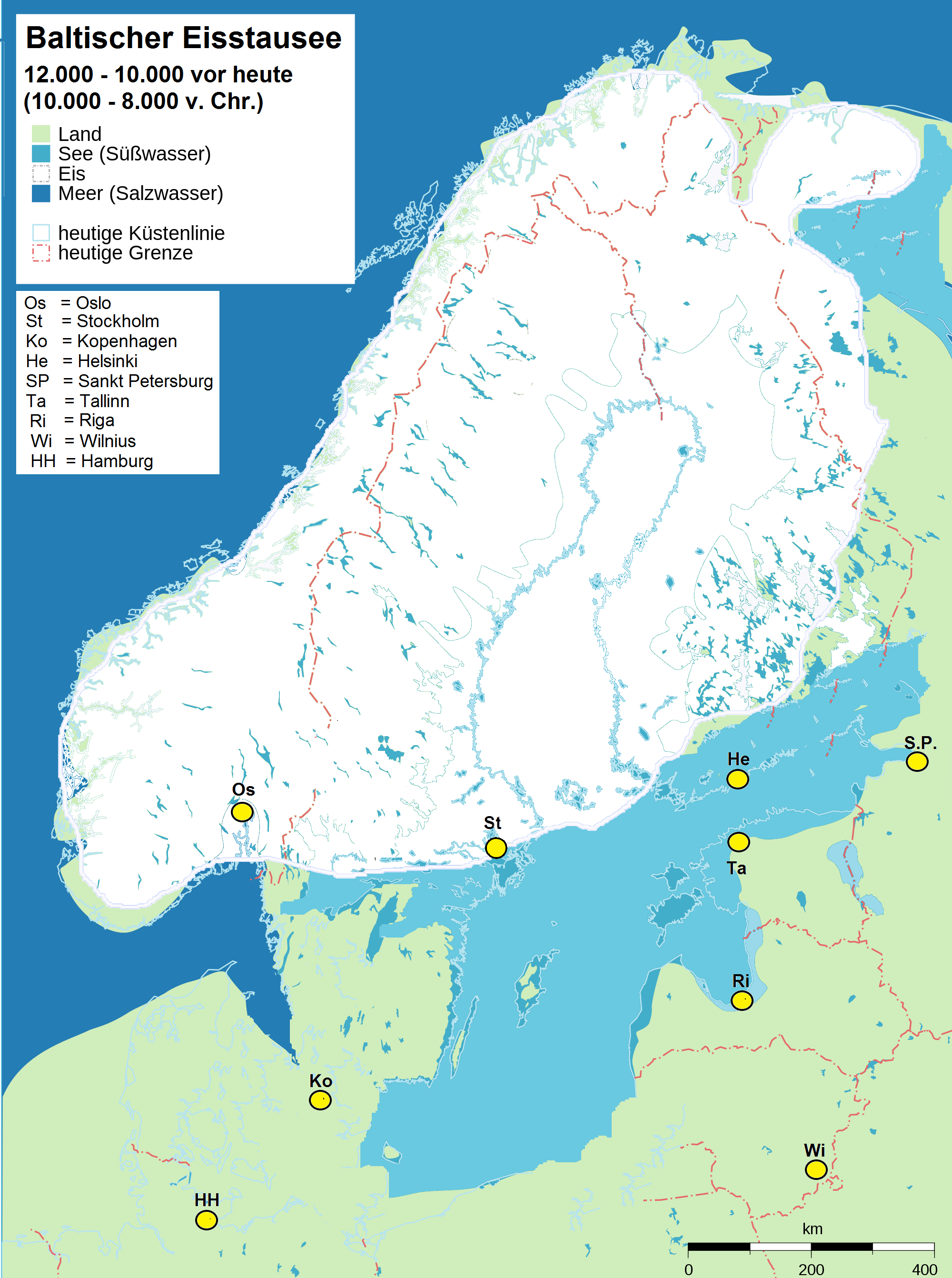
Lac proglaciaire Baltique (12 000-10 000 AP)
Lac Ancylus (9 500 AP)
Extension approximative de la céramique cordée et des cultures adjacentes vers l’an -3000. (culture de Baden ; amphores globulaires ; Yamna

Des populations de chasseurs-cueilleurs atteignent la partie sud de la Baltique orientale au cours du Paléolithique final (environ 11 000 à 10 000 av. J.-C.) et sa partie nord au cours du Mésolithique (environ 9 000 av. J.-C.). Les chasseurs-cueilleurs mésolithiques de la culture de Kunda (8500-5000) et culture de Narva (5400-2000) étaient génétiquement très similaires aux chasseurs-cueilleurs occidentaux (WHG) répandus en Europe.
Un changement génétique vers l'ascendance génétique des chasseurs-cueilleurs de l'Est (EHG) se produit avec l'arrivée des populations de la culture néolithique de la céramique au peigne vers 3 900 av. J.-C.. Au Néolithique, la céramique apparaît en premier, la propagation de l'agriculture ne survenant que beaucoup plus tard. Vers 2 800 avant notre ère, les populations de la culture de la céramique cordée (CWC), originaires de la steppe ponto-caspienne, introduisent l'agriculture dans la Baltique orientale, contrairement à la majeure partie de l'Europe, où la transition néolithique a été médiatisée par les premiers agriculteurs de la mer Égée,. Ils ouvrent également la voie à un nouveau type d'économie, l'élevage. Il semblerait que certains groupes de la céramique cordée, en particulier dans les écotones lacustres et côtiers, aient connu un processus de dé-néolithisation et un retour vers la chasse, la cueillette et la pêche. Ce changement a probablement été dicté par l'environnement local, notamment, les zones densément boisées de la région. L'ascendance génétique liée aux peuples de la steppe pontique arrive à l'époque des origines proposées des langues balto-slaves. Les caractéristiques phénotypiques souvent associées aux Européens du Nord modernes (pigmentation des yeux, des cheveux et de la peau clairs et tolérance au lactose) remontent à l'âge du bronze dans la région.
La zone, initialement très boisée et marécageuse, est occupée par des populations proto-baltes. On les a rapprochées des Thraces, des Germains, des Slaves, des Scythes, mais la seule certitude est qu'ils parlaient une langue d'origine indo-européenne et pratiquaient l'agriculture et le commerce de l'ambre. La période de transition de l'âge du bronze à l'âge du fer coïncide avec l'arrivée hypothétique dans la Baltique orientale des populations de langues ouraliennes les plus occidentales, dont les ancêtres des Estoniens.

### Âge des Vikings et croisades baltes

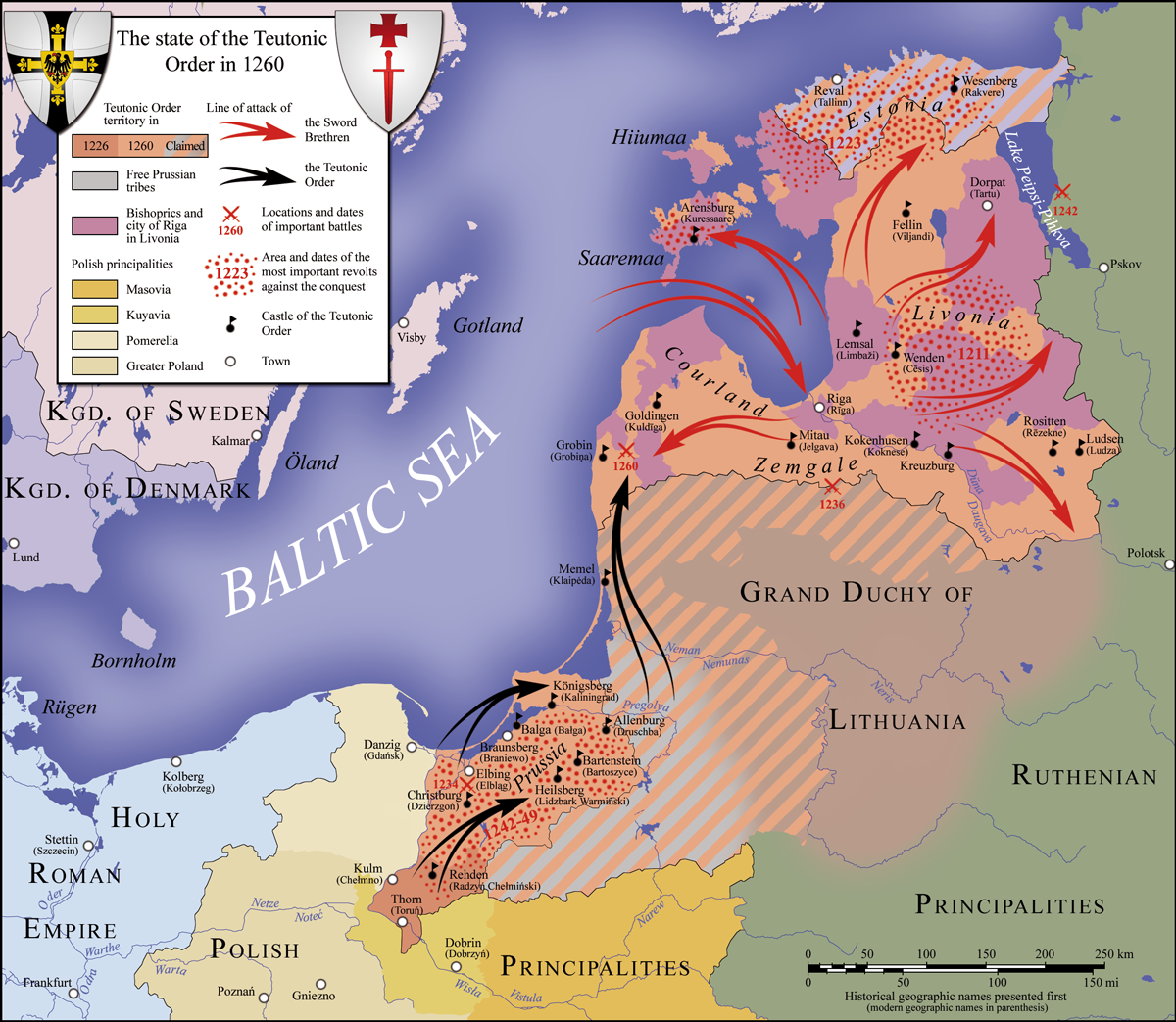
Les croisades baltes.

Attirés par le commerce de l'ambre, les Scandinaves débarquent plus ou moins sporadiquement sur les côtes à partir du VIIIe siècle. La région reste cependant peu peuplée jusqu'à l'amélioration climatique du XIe siècle (appelée « embellie de l'an mil »).
Jusqu'au XIIIe siècle, différents peuples païens (Baltes ou Finno-Ougriens), occupent les territoires des actuels pays baltes : Estoniens, Osiliens (en), Livoniens, Latgaliens, Coures, Sémigaliens, Séloniens, Samogitiens et Prusses (qu'il ne faut pas confondre avec les Prussiens, lesquels ont hérité du nom du pays, mais étaient des colons allemands).
Ces peuples sont établis à l'extrémité nord de la route fluviale qui traverse l'Europe reliant la mer Baltique à la mer Noire (appelée « route de l'ambre et du miel »). À partir du XIe siècle, ils subissent les influences des deux courants de christianisation de l'époque, l'un catholique et « latin », venu de l'Ouest par l'influence polonaise et germanique des marchands de la future Hanse, et l'autre orthodoxe et « grec », venu du Sud et de l'Est par l'influence byzantine et russe.
L'influence latine prend l'ascendant : dans les années 1190, la papauté apporte son soutien à l'établissement d'une église missionnaire chez les Livoniens. En 1201, Albert de Buxhoeveden est envoyé par l'évêché de Brême en Livonie où il fonde la ville de Riga. Il organise autour de lui l'Ordre des Chevaliers Porte-Glaive. En l'espace de 30 ans (il meurt en 1229), l'évêque Albert de Rīga, avec les Chevaliers Porte-Glaive, ordre militaire mineur, conquiert la Livonie. Celle-ci regroupait alors la Lettonie actuelle, le nord de la Lituanie et le sud de l'Estonie.
De leur côté, les Danois ont entamé une série de conquêtes en Poméranie, en Prusse et en Estonie – où ils prennent Reval (nom de Tallinn à l'époque).
Les Chevaliers de Dobrzyń, un autre ordre mineur, tentent de convertir les Prusses païens mais échouent. Ils sont bientôt remplacés par les Chevaliers teutoniques venus à l'appel de Conrad de Mazovie dont le duché est menacé par ces Prusses. Les Chevaliers ne tardent pas à se constituer un État, leur maître est reconnu prince d'Empire en 1226 par l'empereur Frédéric II et leurs terres, fief papal en 1234 par le pape Grégoire X. En 1236, l'ordre des Porte-Glaive, ou ordre livonien, est incorporé dans l'ordre Teutonique après la débâcle de Saule (1236) contre les Lituaniens encore païens. Il garde néanmoins une organisation semi-autonome.
En territoire estonien, le progrès vers l'est de l'Ordre livonien est stoppé par le prince russe Alexandre Iaroslavitch Nevski de Novgorod le 5 avril 1242 à la bataille du lac Peïpous. En 1346, le Danemark vend le nord de l'Estonie à l'Ordre livonien.
Du XIIIe au XVIIe siècle, les pays baltes font partie de la zone d'influence de la Hanse, avec notamment Rīga qui en était le principal comptoir oriental. En 1260, à la suite de leur défaite à la bataille de Durbe les Prusses se révoltent un temps.

### Grande Lituanie et tolérance religieuse

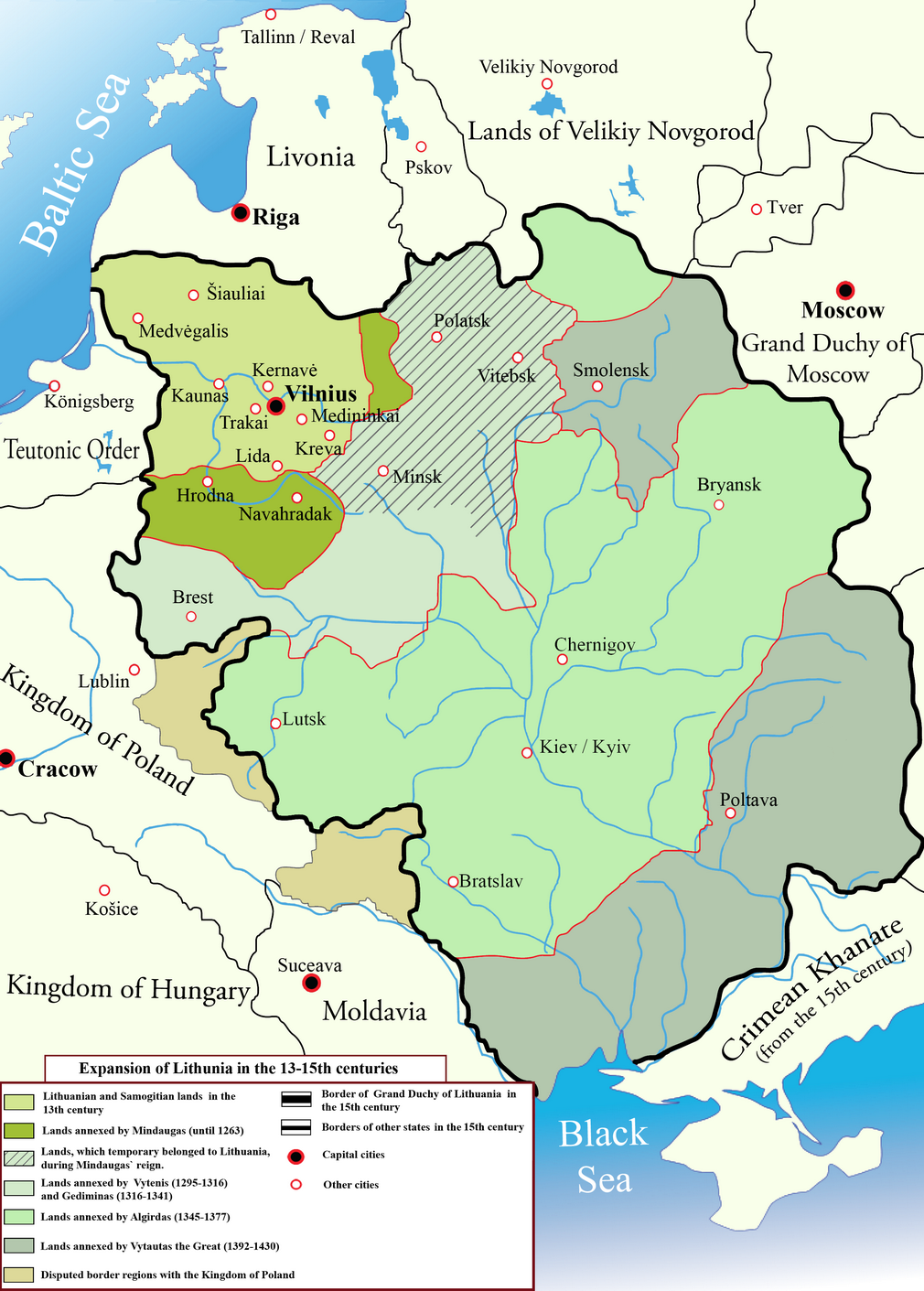
Carte du Grand-duché de Lituanie.

L'expansion de la Lituanie débute avec l'effondrement de la Rus' de Kiev à la suite des invasions tataro-mongoles. Alexandre Nevski est investi dès 1249 comme grand-prince de Kiev par le khan Batu, et son fils Daniel Moskovski fonde la principauté de Moscou. Malgré cela, il faudra de nombreuses années à leurs successeurs pour unir les principautés russes et retrouver leur indépendance. En attendant, le moyen le plus pratique d'échapper à l'emprise tatare était, pour les princes des territoires slaves et orthodoxes, le rattachement à la Lituanie, d'autant que la tolérance religieuse de sa cour respectait leurs traditions.
À partir de 1252, Mindaugas crée un duché qui s'étendra au XIVe siècle de la Baltique à la mer Noire. La Lituanie, essentiellement païenne, acquiert de vastes territoires orthodoxes. Cependant sa noblesse devient catholique au fil d'alliances répétées avec le royaume de Pologne. En 1410, Lituaniens et Polonais parviennent à défaire les Chevaliers teutoniques à Tannenberg.
Dans la seconde moitié du XIVe siècle, en Mazurie et Lituanie, les dernières traces du vieux monde païen disparaissent, dans les forêts bordant le domaine balte teutonique. Plus à l'Est, dans ce qui est actuellement la Biélorussie, la Russie occidentale et l'Ukraine, le patriarcat de Constantinople cherche un accommodement avec le Pape dans l'espoir d'un secours des pays catholiques (1431 : concile de Florence), aussi l'intégration de ces orthodoxes à la Lituanie se fait-elle facilement. Cependant, à mesure que la Principauté de Moscou s'émancipe des Tatars (1480), s'agrandit et prend de l'importance, l'Église orthodoxe russe rompt ce consensus, notamment à partir de la nomination en 1448 de Jonas métropolite de Moscou et de toute la Rus'. En 1453 Constantinople, la « deuxième Rome », tombe aux mains des Ottomans et en 1485, Ivan III le Grand proclame Moscou « troisième Rome » et revendique l'ensemble de l'ancienne Rus' de Kiev, affirmant sa vocation à réunir toutes les Principautés russes qui en étaient issues, y compris celles intégrées entre-temps à la Lituanie : c'est l'origine du titre de « Tsar de toutes les Russies » (Царь всея Руси).
La tolérance religieuse du Grand-Duché de Lituanie fait aussi de ce pays un havre de paix pour les Juifs chassés de l'Empire allemand en 1215 (ashkénazes, parlant yiddish), d'Angleterre en 1290, de France en 1306 et 1394, d'Espagne en 1492 et du Portugal en 1496 (séfarades, parlant judéo-espagnol, mais ces derniers finissent par s'intégrer à la communauté ashkénaze). Ainsi se constitue progressivement la plus nombreuse communauté juive d'Europe, qui, après la disparition du Grand-Duché, sera poussée à l'émigration vers le Nouveau-Monde par les pogroms du XIXe siècle et en grande partie anéantie au XXe siècle par la Shoah.

### Domination polonaise

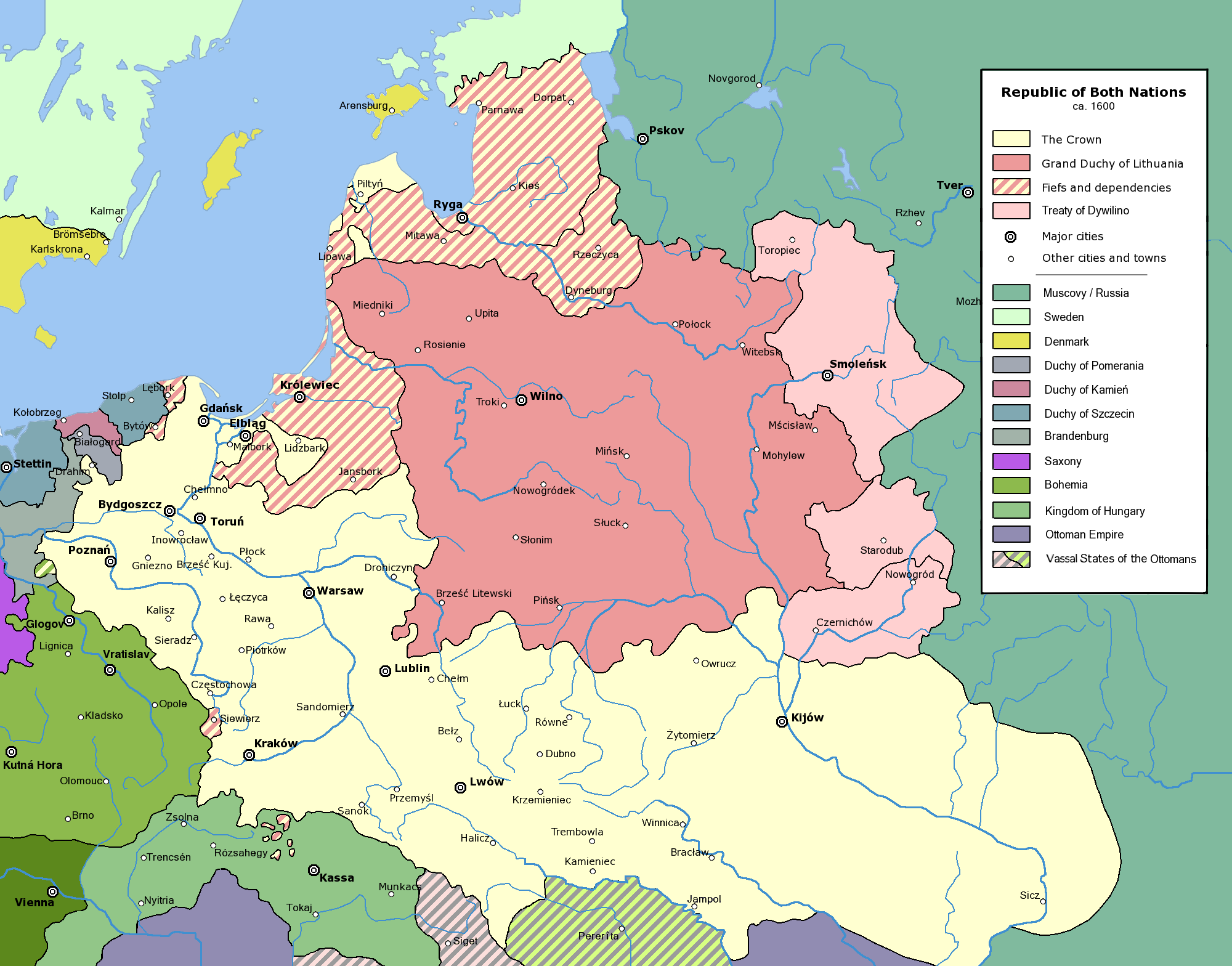
La Pologne-Lituanie à sa plus grande extension.

La pression de la Moscovie conduit la Lituanie à fusionner en 1569 avec la Pologne par l'union de Lublin. L'Estonie et la Lettonie restent sous l'influence (réformée) de la Ligue hanséatique. Cette union, dominée par une Pologne catholique militante, sonne la fin de la tolérance religieuse (les élections libres de 1573 désignent le futur Henri III de France comme premier souverain du nouvel ensemble ; il retourne en France l'année suivante pour assumer le trône en pleines guerres de religion). Si le noyau historique du duché lituanien ainsi que sa noblesse adoptent le catholicisme, ce n'est pas le cas des « Russiens » (Руссянинъ : Russes, Biélorusses, Rusyns (Ruthènes) aujourd'hui dits Ukrainiens), qui restent attachés à leur christianisme orthodoxe, ni des Juifs. Face au prosélytisme catholique officiel, une partie des populations orthodoxes se tourne progressivement vers le voisin russe, tandis qu'une partie des Juifs émigrent vers la Bohême, la Hongrie et les principautés roumaines. Les Ukrainiens vivant dans la Principauté de Galicie-Volhynie décident de se rattacher au Vatican et de reconnaître l'autorité du Pape comme chef de l'Église sans pour autant adopter le rite latin : c'est, en 1596, la naissance de l'Église grecque-catholique ukrainienne, par l'Union de Brest.
La Russie et la Pologne-Lituanie s'affrontent pendant les siècles suivants pour le contrôle politique et religieux des « Russiens » de l'ancienne Rus' de Kiev. Entre 1610 et 1612, des troupes polonaises occupent Moscou et une union slave sous l'égide catholique semble imminente. 1612 marque l'apogée de l'expansion polono-lituanienne à l'est. Le rétablissement russe est suivi d'un mouvement inverse vers l'ouest, s'appuyant sur les populations des territoires orthodoxes de la Pologne-Lituanie.

### Domination russe
Après la défaite suédoise dans la grande guerre du Nord, la Livonie (Estonie et Lettonie) est incorporée dans l'Empire russe (1721 : traité de Nystad). Néanmoins, par souci d'efficacité, les barons germano-baltes, issus pour beaucoup de l'Ordre Teutonique mais passés pour la plupart à la Réforme protestante, continuent à exercer leur emprise sur les sociétés baltes pour le compte de l'Empire russe et gardent leurs immenses propriétés foncières. En 1795, lors du troisième partage de la Pologne, la Lituanie est elle aussi rattachée à la Russie. 
Au cours de la période de 1864 à 1904, l'autorité impériale russe met en œuvre une politique de répression sévère contre le peuple lituanien, interdisant la publication, l'importation et la distribution de publications en langue lituanienne utilisant l'alphabet latin. À la place, l'autorité russe elle tente d'imposer l'alphabet cyrillique pour la publication des textes lituaniens, dans le but de russifier la population et de la couper de ses traditions culturelles et linguistiques occidentales (les sanctions pour la possession ou la distribution d'un simple livre comprennent l'emprisonnement et la déportation). Les écoles lituaniennes sont également fermées, et l'enseignement en lituanien est prohibé dans les établissements publics. En réaction, de nombreux lituaniens entreprennent des actions de résistance clandestine, en important illégalement des livres lituaniens depuis la Prusse orientale. Ces « passeurs de livres (en) » risquent leur vie pour préserver l'identité nationale lituanienne, contribuant ainsi à la reconstitution des États baltes indépendants.
Les nations baltes retrouvent leur liberté après la Première Guerre mondiale. Elles ont, au départ, de grandes difficultés à faire reconnaître leur indépendance par les Alliés, qui préfèrent ménager une victoire possible de la Russie « blanche » contre les bolchéviks. La victoire de plus en plus évidente des communistes en Russie pousse les puissances occidentales à accepter les indépendances baltes comme un « cordon sanitaire » en Europe.

### LeXXesiècle

#### Indépendance
Les trois États baltes deviennent indépendants entre 1918 et 1920. Ce sont à l'origine des républiques démocratiques avant de devenir à la suite de coups d'État des régimes autoritaires (Lituanie, 1926, Lettonie et Estonie, 1934). Alors que beaucoup de contemporains pensaient à l'origine ces États comme non viables, les dirigeants parviennent à stabiliser la situation économique et sociale des nouveaux États. Si le niveau de vie reste faible, les réformes agraires radicales aboutissent à la création d'une couche de petits et moyens propriétaires assurant la stabilité du pays. L'exportation du lin (très demandé par les industries belges et françaises), du beurre et de la viande de porc (très consommée en Angleterre et en Allemagne) ainsi que du bois (comme les États scandinaves) fournit à ces trois États baltes des recettes permettant d'équilibrer les budgets, de mener une politique d'instruction publique gratuite et obligatoire, de favoriser la reconstruction du pays et l'élévation du niveau de vie, tout en soutenant l'installation des nouveaux propriétaires. La Finlande, indépendante depuis 1917, est dans une situation politique et économique similaire et est parfois incluse dans la catégorie des Pays baltes à cette période, avant de peu à peu s'aligner sur la Suède. Seule la crise de 1929, avec l'effondrement des cours de matières premières et l'avènement du protectionnisme douanier, parvient à fragiliser le système.
La Lettonie et l'Estonie sont aussi réputées pour le système de protection des minorités (Allemands, Juifs, Russes, etc.), ces dernières se voyant accorder une large autonomie culturelle. L'antisémitisme est beaucoup plus réduit que dans les régions voisines (les Juifs sont de plus beaucoup plus proches des Lituaniens dans leur lutte contre le nationalisme polonais). Il faut attendre les années 1930 pour qu'apparaisse un antisémitisme économique, les nouvelles (et jeunes) bourgeoisies nationales se montrant de plus en plus hostiles à la place occupée par les minorités dans la vie commerciale et les professions libérales.
En 1934 est signé le traité d'Entente baltique affirmant la volonté des trois États de défendre leur identité et leur autonomie par rapport à l'URSS et à l'Allemagne et d'affirmer au contraire leur appartenance au système international de Genève (Société des Nations).

#### Seconde Guerre mondiale
Le 23 août 1939, l'URSS signe avec le Troisième Reich le Pacte germano-soviétique, dont les protocoles secrets délimitent les « zones d'influence » des deux puissances. Lorsque l'Allemagne nazie envahit la Pologne, ce qui déclenche la Seconde Guerre mondiale, l'URSS envahit le reste de la Pologne et les États baltes.

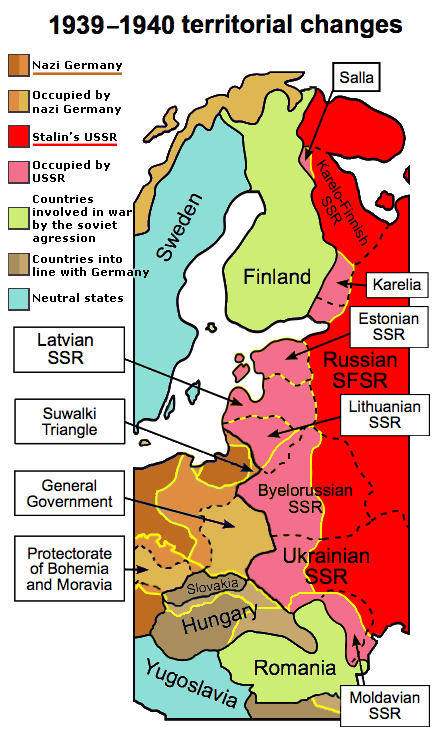
En rose, les territoires occupés par l'URSS en septembre 1939 et juin 1940, puis par l'Allemagne nazie de juillet 1941 au printemps 1944 (parmi d'autres), et intégrés à l'URSS en 1945 (parmi d'autres).

Plusieurs déportations sont organisées par le pouvoir soviétique entre 1940 et 1949 : selon l'association « Mémorial », dans les pays baltes le nombre total des personnes victimes de la première déportation (1940-1941) est compris entre 200 000 et 300 000, et de 95 000 pour la seconde déportation (1944-1949).
Dans les trois occupations successives des pays baltes et des autres territoires concernés par le Pacte germano-soviétique (soviétique en 1940-1941, nazie en 1941-1944 et à nouveau soviétique après 1944), les clivages ethniques et religieux ont joué un rôle tragique : les communautés, qui vivaient globalement en paix si ce n'est en bonne entente auparavant, furent dressées les unes contre les autres par les occupants successifs. Lors de la première occupation soviétique, une partie des militants, devenus communistes dans les années 1930, de l'Union générale des travailleurs juifs, ont été embrigadés par le NKVD qui procédait alors à la recherche et à l'arrestation des catégories de citoyens jugés « nuisibles » : les anciens fonctionnaires des états estonien, letton et lituanien (en priorité les enseignants, juristes, policiers et militaires) ; les prêtres ; les professions libérales ; les propriétaires de biens immobiliers, de production (dont lesdits « koulaks ») et de terre (dont les aristocrates germano-baltes qui n'avaient pas été rapatriés vers le Reich). Tous sont déportés avec leurs familles vers le Goulag. Un an plus tard, les occupants nazis accusent l'ensemble des juifs baltes, sans distinction, d'être « bolchéviks » et responsables des déportations soviétiques, incitant les populations chrétiennes locales (sortant d'un an de terreur rouge et encore peu informées de la nature réelle du nazisme qui les considère aussi comme « inférieures ») à rechercher, arrêter et livrer les juifs locaux. Ceux-ci sont massacrés avec leurs familles en une « Shoah par balles » (ou « Holocauste de l'Est », ou « Einsatzgruppen »), moins connue que celle d'Europe occidentale et centrale, mais non moins meurtrière (environ deux millions de victimes en URSS, dont cent cinquante mille dans les pays baltes, on découvre encore de nouvelles fosses communes et dépôts de cendres). Aux yeux de l'historiographie soviétique, ni leur judéité ni l'antisémitisme attisé par les nazis n'entrent en ligne de compte : ce sont seulement « des civils soviétiques massacrés par l'envahisseur allemand ».

#### Après guerre
Redevenus soviétiques de facto en 1944, les pays baltes restent annexés jusqu'en 1990, ils sont alors des républiques de l'Union soviétique. Leurs superficies en tant que telles sont différentes de celles qu'ils avaient eues au moment de leur indépendance en 1918 : l'Estonie et la Lettonie sont diminuées au profit de la Russie (respectivement de 2 210 km2 et de 1 195 km2), la Lituanie en revanche est agrandie (de 12 061 km2) par l'attribution des deux tiers du pays de Vilnius, polonais avant-guerre. Contrairement aux autres annexions soviétiques des années 1939-1945, l'annexion des pays baltes n'est pas reconnue internationalement de jure, et les trois pays sont considérés par l'ONU comme territoires occupés. L'URSS qui réclamait une voix à l'assemblée générale de l'ONU pour chacune de ses quinze républiques n'en obtient que trois (Russie, Biélorussie, Ukraine). Mais la non-reconnaissance n'a d'autre conséquence pendant la guerre froide que la présence à Washington de trois ambassades des pays baltes, abritant en fait leurs gouvernements en exil.
La politique de glasnost de Mikhaïl Gorbatchev, introduite en 1986, permet aux dissidents et aux mouvements contestataires de prendre la parole et d'exprimer des critiques à l'égard du pouvoir central. Des groupes d'opposition baltes commencent alors à réclamer l'indépendance de ces pays, à demander des explications sur l'annexion dont ils ont fait l'objet en 1940 et à dénoncer l'absence de légitimité de la domination soviétique. Dès l'été 1987, l'Estonie donne le coup d'envoi avec des festivals où les gens entonnent des chansons folkloriques et des chants religieux interdits sous le régime soviétique. La Lettonie et la Lituanie lui emboîtent le pas. Le 23 août 1987, dans les trois pays, des manifestants descendent dans la rue pour protester contre le pacte qui les lie à Moscou. La police n'intervient pas. L'année suivante, les manifestants plus nombreux et les chefs des différents mouvements testent encore la ténacité de « l'ennemi ». Mouvements écologistes, associations d'écrivains, militants des droits de l'homme et groupes antirusses se retrouvent tous dans une action commune et pacifique.

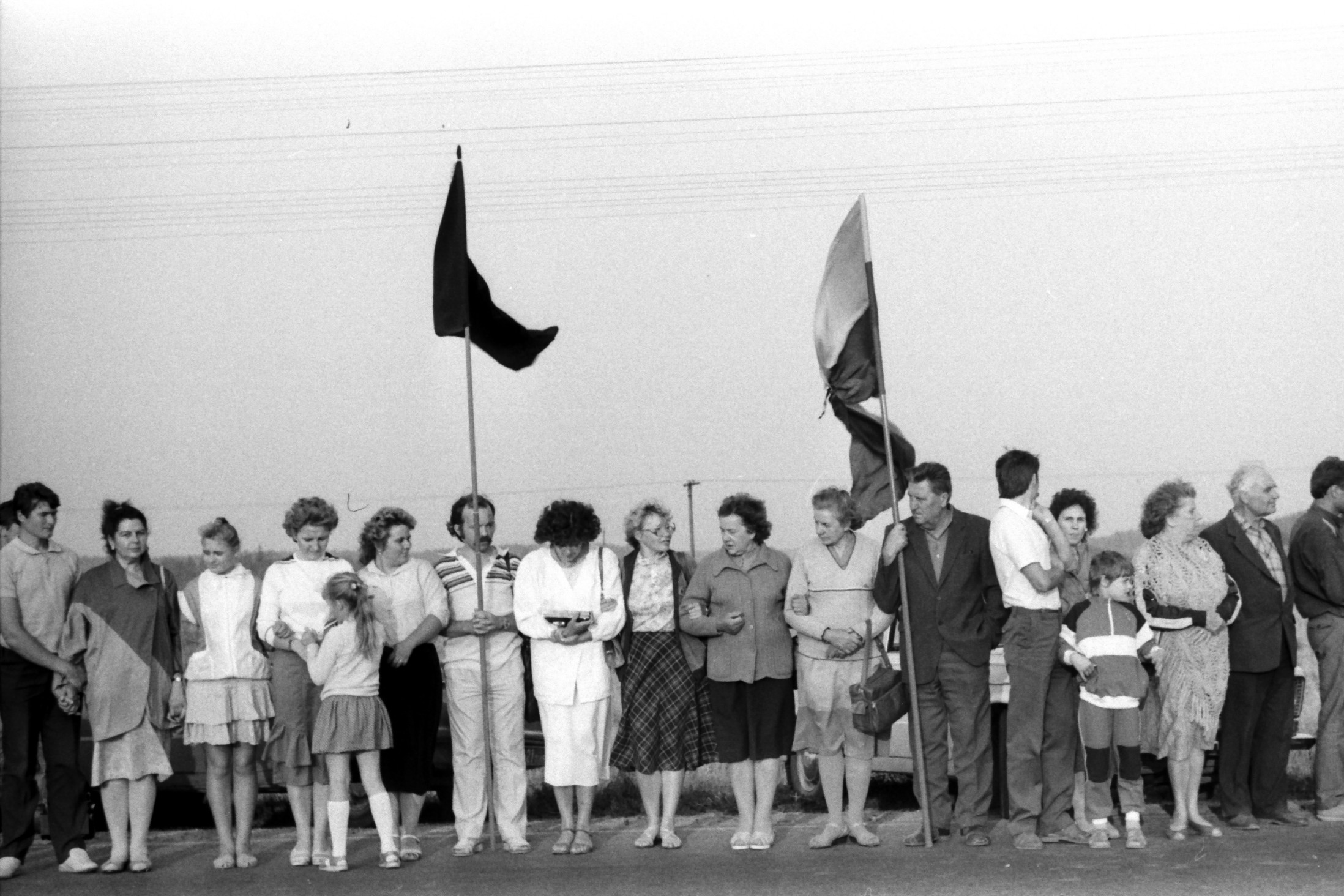
La Voie balte.

La version balte du poème de Paul Fort : Si tous les gars du monde voulaient se donner la main… est jouée toute une journée, à la fin de l'été 1989, par des dizaines de milliers d'Estoniens, Lettons et Lituaniens. De Tallinn à Vilnius, en passant par Riga, ils forment sur 560 kilomètres un cordon de solidarité et de protestation pour dénoncer le Pacte germano-soviétique de 1939 ayant annexé cinquante ans plus tôt les pays baltes à l'URSS, et affirmer tous ensemble leur volonté d'indépendance nationale.
Le 23 août 1989, la voie balte réunit les habitants des trois nations pour l'indépendance. Cet acte, fortement relayé en Occident, fut la manifestation la plus visible du mouvement de fond réclamant l'indépendance de ces trois pays. Dès 1989, l'indépendance économique y est déclarée, entraînant en réaction un embargo économique drastique de Moscou sur la Lituanie, afin d'en faire un exemple, et de fortes pressions sur tous les pays pour exiger leur maintien dans l'Union soviétique.
Mais Moscou rechigne à employer la force militaire et l'unique fait d'armes a lieu en janvier 1991. Les bâtiments stratégiques des capitales, tels les sièges des télévisions, sont pris d'assaut par les troupes du ministère soviétique de l'Intérieur, alors que de nombreux civils sont massés autour pour les défendre. Les tirs qui s'ensuivent tuent quatorze personnes et en blessent une centaine.
Peu après, en février-mars 1991, des consultations officielles sont organisées (les constitutions des républiques parties de l'URSS n'autorisent pas les référendums), montrant la forte mobilisation des Baltes pour leur indépendance : 90 % en Lituanie, 77 % en Estonie et 73 % en Lettonie. L'échec du putsch soviétique d'août 1991 — où la ligne dure des communistes ne parvient pas à prendre le pouvoir — permet aux pays baltes de déclarer leur indépendance politique. Ayant perdu toute marge de manœuvre, Moscou se voit obligé de suivre le mouvement et de reconnaître leur indépendance le 4 septembre 1991, trois mois avant que ne disparaisse l'Union soviétique.

### LeXXIesiècle
Au XXIe siècle, les relations avec la Russie restent complexes, les trois pays comptant d'importantes minorités russophones (6 % en Lituanie, 35 % en Lettonie et 25 % en Estonie). Cette minorité redoute l'intégration à l'Union européenne qu'elle voit comme une rupture supplémentaire avec la Russie, après l'indépendance de 1990. Des différends frontaliers ressurgissent entre la Lituanie et la Russie (enclave de Kaliningrad) et à propos des frontières orientales de l'Estonie et de la Lituanie avec la Russie, mais en fin de compte les frontières actuelles, issues du découpage interne de l'URSS, finissent par être fixées et reconnues.
En 2004, les trois pays baltes sont admis comme membres de l'Union européenne (avec sept autres pays) le 1er mai, après avoir rejoint l'OTAN le 29 mars de la même année.

#### Conséquences de l'invasion soviétique sur l'image actuelle des pays baltes
Régulièrement qualifiés d'« anciennes républiques soviétiques » par la presse internationale, les pays baltes et leur classe politique rejettent l'usage de cette expression. Les républiques soviétique portant leur nom ont été créées de toutes pièces par l'URSS pour laisser croire à l'adhésion volontaire de ces États à cette dernière. Ainsi, l'expression est vue par les pays baltes comme une négation de l'existence préalable des États avant leur invasion, la minimisation du caractère illégitime et non-souhaité de l'annexion de l'URSS, mais aussi comme une continuité de la vision impérialiste et coloniale de la Russie,,.

## Différences entre les cultures des pays baltes
Conquise par des puissances scandinaves et germaniques, l'Estonie se considère comme un pays nordique tandis que la Lituanie est proche de la Pologne. La Lettonie se trouve entre-deux car elle a la même culture indigène que la Lituanie mais des influences germaniques communes avec l'Estonie.
| Caractéristique                                     | Estonie                     | Lettonie                    | Lituanie                    |
| Culture et langue d'origine                         | Culture et langue d'origine | Culture et langue d'origine | Culture et langue d'origine |
| --------------------------------------------------- | --------------------------- | --------------------------- | --------------------------- |
| Culture fennique majoritaire                        | oui                         | non                         | non                         |
| Minorités fenniques                                 | oui                         | oui                         | non                         |
| Culture balte majoritaire                           | non                         | oui                         | oui                         |
| Religions                                           |                             |                             |                             |
| Religion Protestante luthérienne dominante          | oui                         | oui                         | non                         |
| Religion catholique dominante                       | non                         | non                         | oui                         |
| Religion catholique majoritaire *                   | non                         | non                         | oui                         |
| Religion orthodoxe majoritaire *                    | oui                         | oui                         | non                         |
| Influences germaniques ( allemands et scandinaves ) |                             |                             |                             |
| Conquête par le Danemark                            | oui                         | non                         | non                         |
| Croisades allemandes                                | oui                         | oui                         | non                         |
| Minorités allemandes significatives                 | oui                         | oui                         | non                         |
| Conquête par la Suède                               | oui                         | oui                         | non                         |
| Minorités suédoises                                 | oui                         | non                         | non                         |
| Influences slaves                                   |                             |                             |                             |
| Contrôle par la Pologne                             | oui                         | oui                         | oui                         |
| Conquête par la Russie impériale                    | oui                         | oui                         | oui                         |
| Occupation soviétique                               | oui                         | oui                         | oui                         |
| Minorités russes significatives                     | oui                         | oui                         | non                         |

(*) Les religions dominantes sont les cultes ayant eu le plus d'influence sur la société tout au long de l'histoire (par exemple : cérémonie, fetes religieuses, jours fériés). Les religions majoritaires sont les cultes ayant actuellement le plus grand pourcentage de fidèles déclarés dans le pays.

## Politique

### Reconnaissance internationale
Les États-Unis et la plupart des pays non communistes membres de l'ONU, ainsi que, par la suite, le Parlement européen,,, la CEDH et le Conseil des droits de l'homme de l'ONU n'ont pas reconnu l'incorporation des pays baltes parmi les 15 républiques socialistes soviétiques et ont continué à les reconnaître de jure comme États souverains,,.
Du fait de la non-reconnaissance internationale de leur annexion par l'URSS (voir plus haut), les trois pays baltes ont pu, depuis 1991 et contrairement aux douze autres républiques ex-soviétiques, quitter la sphère d'influence russe, opter pour une politique euro-atlantique. Ceci s'est traduit par le refus en décembre 1991 d'intégrer la Communauté des États indépendants (CEI, avatar postsoviétique), par la candidature à une adhésion à l'OTAN (qui se heurte à une forte opposition de la Russie) et par la candidature à une adhésion à l'Union européenne. Les trois pays baltes se sont prononcés positivement par référendum en 2003 sur leur adhésion à l'Union européenne, qui a eu lieu le 1er mai 2004.

### Coopération régionale
Reprenant l'idée du traité d'entente et de coopération mutuelle de 1934, le « Conseil balte » est créé en 1990 peu avant les indépendances. Aujourd'hui la coopération entre les trois États couvre à peu près tous les domaines. Elle est notamment visible internationalement pour la défense, la lutte contre la criminalité et la surveillance des frontières.
Les pays scandinaves et la Finlande ont établi des liens privilégiés avec les États baltes, qui jouissent d'un statut d'observateurs aux réunions du Conseil nordique qui réunit certains pays nordiques. Les trois États sont également membres du Conseil des États de la mer Baltique, créé en 1992.

## Économie

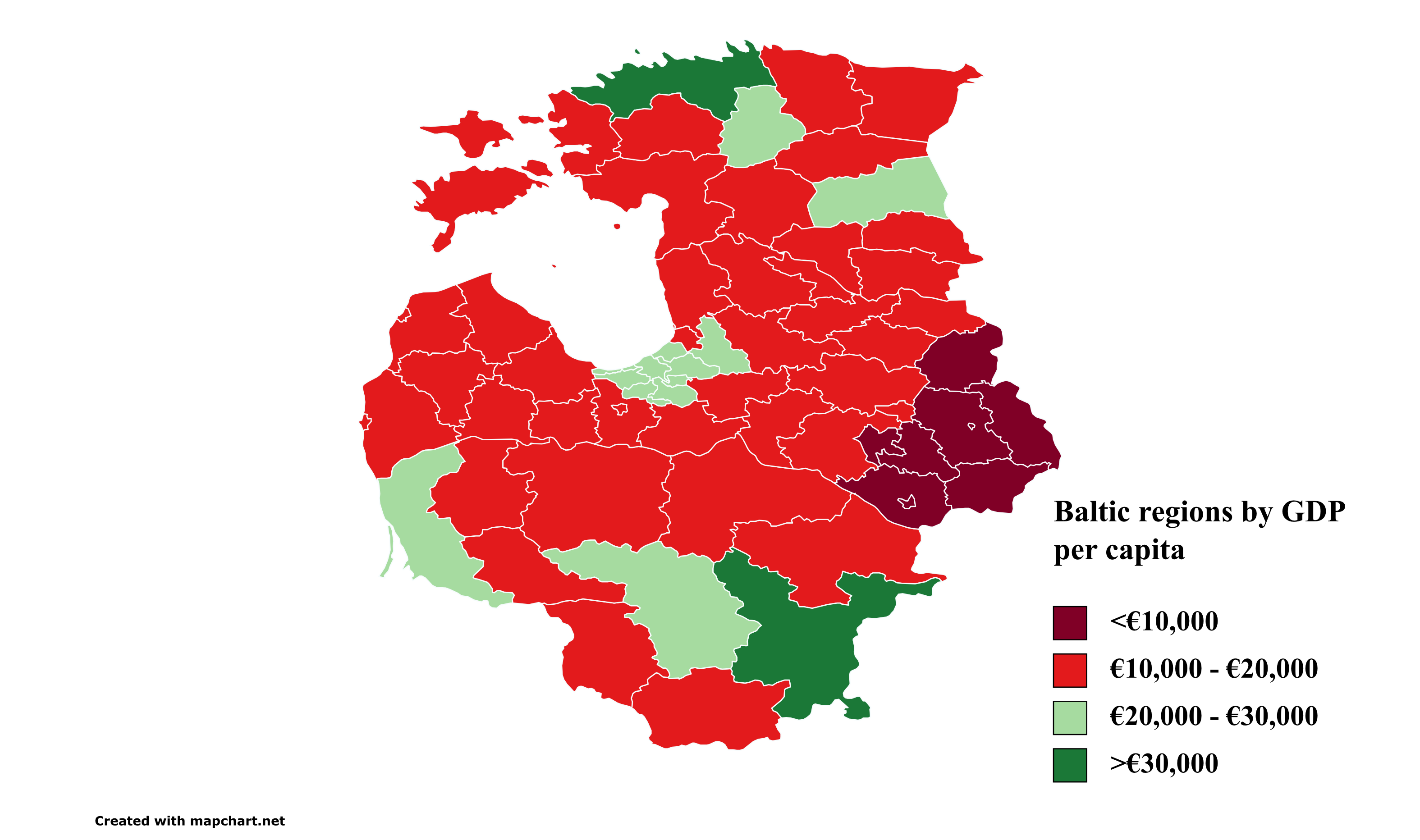
PIB par habitant et par région des trois républiques baltes.

Le PIB des trois pays combinés représente environ 65 milliards d'euros.
Avant l'éclatement de l'URSS, le niveau de vie de ces pays était supérieur à celui de toutes les autres républiques socialistes soviétiques. La transition vers l'économie de marché a été difficile puisqu'entre 1989 et 1996 le PIB avait baissé de 28,3 % pour l'Estonie, 46,55 % pour la Lettonie et de 58,4 % pour la Lituanie. En 2004, le PIB par habitant de ces trois pays était inférieur à la moyenne des pays ayant adhéré à l'Union européenne cette même année, avec respectivement 91,3 %, 69,5 % et 80,4 % de cette moyenne en 2003. Ces pays ont été les premiers en Europe à adopter de nouveau un impôt à taux unique au milieu des années 1990.
Les échanges commerciaux vers l'Union européenne sont privilégiés depuis 2001. L'approvisionnement énergétique (pétrole et gaz naturel) est toujours dépendant de la Russie, du fait de l'existence d'un réseau de pipelines.
Aujourd'hui, un tiers des échanges commerciaux se font avec les pays nordiques, Islande exceptée.
Pour l'avenir ces pays possèdent plusieurs atouts : un haut degré de formation, l'héritage urbain et la situation géographique ou encore la qualité des infrastructures. Au rang des handicaps on peut citer une pollution importante héritée de l'URSS.

## Hymne
La chanson Les pays baltes se réveillent écrite en 1989, est devenue l'hymne de l'indépendance des Pays baltes. Ses paroles ont accompagné la formation de la voie balte (une grande manifestation contre l'Union soviétique et pour l'indépendance des États baltes en commémoration du 50e anniversaire du Pacte germano-soviétique).
La chanson est souvent considérée comme l'hymne commun des trois pays baltes même si elle n'a aucun caractère officiel.

## Culture
L'estonien est une langue finno-ougrienne (apparentée au finnois), alors que le letton et le lituanien sont des langues indo-européennes du groupe balte. Les trois langues utilisent l'alphabet latin. Des populations russophones sont encore présentes, voir ci-avant.
La Lituanie est à majorité catholique tandis que l'Estonie est protestante ; en Lettonie, les deux religions coexistent au côté de la religion orthodoxe.
Il existe néanmoins une unité culturelle balte, visible par exemple dans l'architecture hanséatique des grandes villes comme Tallinn, Rīga, Vilnius, Tartu, Daugavpils ou Kaunas.